# Phanerophlebia gastonyi
Phanerophlebia gastonyi là một loài thực vật có mạch trong họ Dryopteridaceae. Loài này được Yatsk. miêu tả khoa học đầu tiên năm 1992.